# 神鷲皇國會
神鷲皇國會（しんしゅうみくにかい）は、かつて日本に存在した右派系市民団体、または右翼団体。報道では「神鷲皇国会」と表記されることもある。

## 会史
排外的主張を掲げ執拗な糾弾活動を展開する右派系市民団体「在日特権を許さない市民の会」（在特会）の活動に感化され、関西地方在住の在特会員らによって構成される右派系市民団体「チーム関西」と共に街宣活動を行っていた活動家らによって、2012年（平成24年）夏頃に結成された。警察によるとメンバーは10人程度で、政治団体としての届出はなかった。
街宣やデモの場で「朝鮮人は呼吸するな」「ゴキブリ」「ウジ虫」「死ね」「殺す」といった韓国・朝鮮人に対するヘイトスピーチを投げつけながら排外的な主張を繰り返し、その様子を収めた動画をインターネット上の動画サイトに公開する手法で注目を集めた。またインターネット上でも韓国・朝鮮人らに批判的な主張を展開していた。
在特会を「同志」と位置付けて共闘関係を結び、2013年（平成25年）2月24日には「日韓国交断絶国民大行進 in 鶴橋」と題したデモ・街宣を、当会幹部を代表世話人として在特会などと共同で開催した。デモ当日には参加者の女子中学生が「もう（朝鮮人を）殺してやりたい。皆さんもかわいそうやし。私も憎いし、死んでほしい。『鶴橋大虐殺』を実行しますよ」と叫び、海外のメディアで取り上げられるなど物議を醸した。
だが同年4月10日、中国関係の展示を予定していた神戸市立博物館に対し、脅迫的な言動で展示の無期限延期を要求したとして、暴力行為処罰法違反容疑で最高顧問の男が逮捕される。さらに同月18日には、電気代の徴収員に対して会のステッカーを貼った拡声器を見せながら「俺は右翼やっとんねん」と脅し、電気代の請求を断念させるなどした恐喝の容疑で、幹部の少年も逮捕された。これらの不祥事を受け、少年が逮捕された18日付で会は解散に追い込まれた。なお同年11月11日に神戸地裁は最高顧問の男に対して懲役1年2月・執行猶予3年の有罪判決を言い渡している。
解散後も元会員らによる不祥事が相次いで発覚しており、解散翌日の4月19日には老人に対する傷害などの容疑で元事務局長の男が、5月29日には18歳未満の少女2人に売春をさせた売春防止法および児童福祉法違反の容疑で元幹部の少年ら2人がそれぞれ逮捕されたほか、6月19日には街宣に抗議していた学生らに対する暴行および器物損壊の容疑で元幹部の少年ら3人が書類送検されている。